# Triptyque des Barrages
Triptyque des Barrages was een driedaagse Belgische beloftenkoers die begin september werd gehouden in Wallonië in de buurt van Tarcienne.

## Lijst van winnaars

### Overwinningen per land
| Overwinningen | Land                          |
| ------------- | ----------------------------- |
| 3             | Nederland                     |
| 2             | België                        |
| 1             | Litouwen, Kazachstan, Rusland |